# 隆额高原鳅
隆额高原鳅（学名：Triplophysa bombifrons）为輻鰭魚綱鯉形目條鳅科高原鳅属的鱼类，俗名球吻条鳅，是中国的特有物种。分布于新疆的塔里木河水系等，體長可達22.5公分。该物种的模式产地在塔里木河水系。

## 扩展阅读
維基物種上的相關：隆额高原鳅